# Lorenz Rogger
Monsignore Lorenz Rogger (* 1. Dezember 1878 in Sursee; † 16. April 1954 in Beromünster) war ein Schweizer katholischer Geistlicher und Pädagoge.

## Leben
Lorenz Rogger wurde als Sohn des Josef Karl Rogger, Landwirt und Gemeinderat und dessen Ehefrau Marie, geb. Süsslin, auf dem Bauernhof Kotten bei Sursee geboren.
Den ersten Schulunterricht erhielt er in der Gesamtschule Dogelzwil bei Oberkirch, beim Lehrer Michael Achermann, dem Vater des bekannten Volksschriftstellers Franz Heinrich Achermann (1881–1946). Anschliessend besuchte er die Lateinschule in Sursee und das Kollegium Sarnen.
Von 1900 bis 1904 studierte er Theologie an der Universität Luzern und pädagogische Wissenschaften an der Albert-Ludwigs-Universität in Freiburg im Breisgau, dort hörte er auch die Predigten des Dichter-Pfarrers Heinrich Hansjakob. Abschliessend studierte er noch Literatur und Kunstgeschichte an der Universität Freiburg im Üechtland; hierbei war er in der Zeit von 1903 bis 1904 im Zentralpräsident des Schweizerischen Studentenvereins.
1905 erhielt er durch Bischof Leonhard Haas die Priesterweihe in Luzern. Bevor er 1906 Professor für Geschichte, Deutsch und Französisch am Lehrerseminar in Hitzkirch wurde, wirkte er noch an der aargauischen Bezirksschule Frick. Von 1911 bis 1946 war er auch Seminardirektor und Lehrer für Religion, Pädagogik und Psychologie; in dieser Zeit setzte er 1937 durch, dass das Lehrgebäude, die ehemalige Deutschritterkommende, modernisiert und die Seminarausbildung auf fünf Jahre verlängert und in ein Unter- und Oberseminar aufgeteilt wurde; bei dieser Aufgabe fand er hilfreiche Unterstützung durch den Ständerat Gotthard Egli.

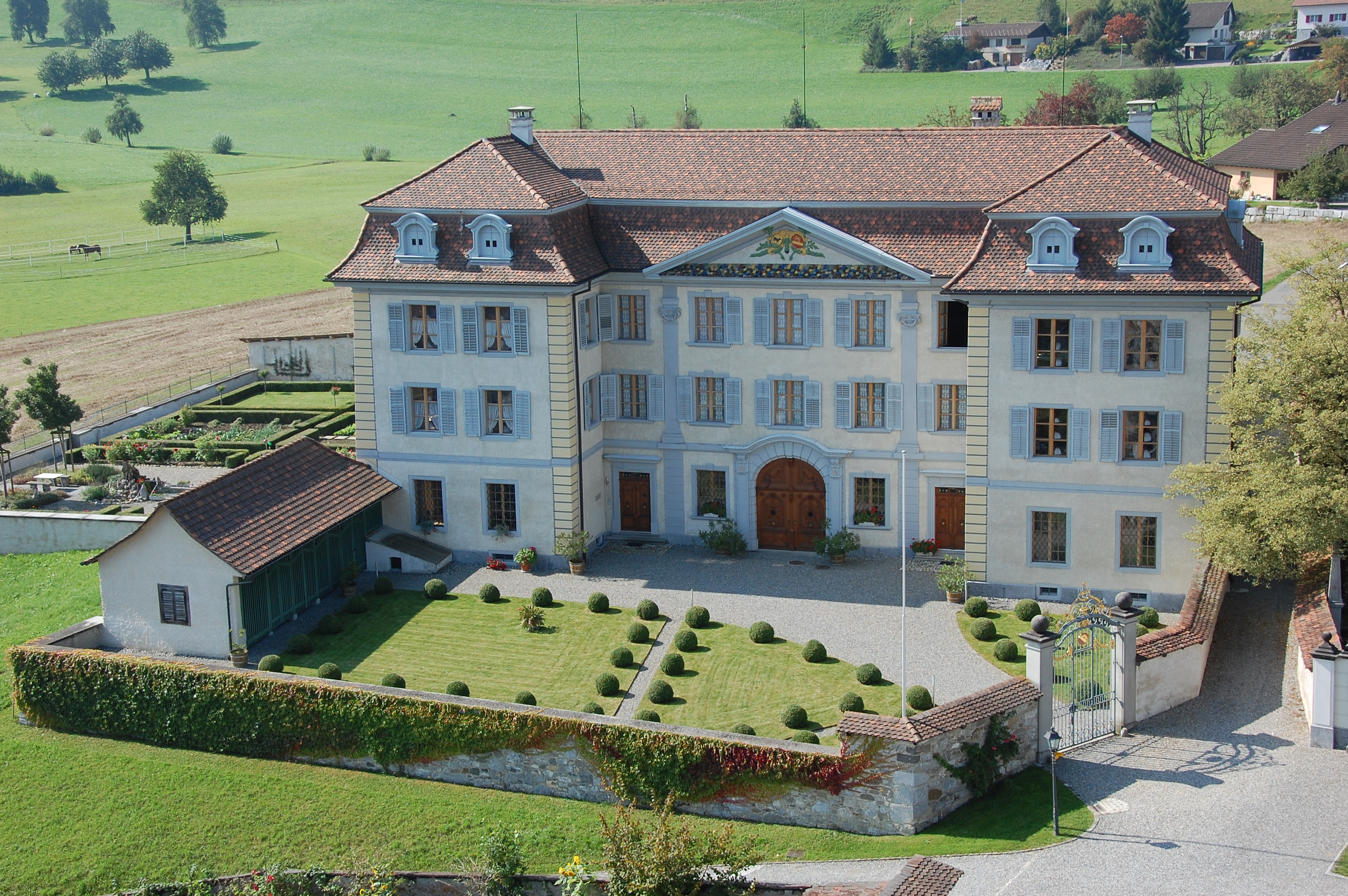
Propstei Stift Beromünster

In der Zeit von 1918 bis 1937 war er Vizepräsident des Katholischen Lehrervereins. 1936 erfolgte seine Ernennung zum päpstlichen Hausprälaten, 1947 zum apostolischen Protonotar und 1946 Propst des Chorherrenstifts Beromünster; durch seine Initiative und unter Mithilfe der Eidgenossenschaft wurde die Propstei Beromünster renoviert und unter Denkmalschutz gestellt.

### Schriftstellerisches Wirken
Bis 1932 war er Mitredaktor der Vereinszeitschrift Schweizer Schule. Er verfasste als pädagogischer Schriftsteller unter anderem das Lehrbuch der katholischen Religion für Gymnasien und Realschulen, Lehrer- und Lehrerinnenseminare, hierbei bezog er, im Gegensatz zu den bestehenden Lehrbüchern, die auf Strenge von Dogma und Moral fokussierten, die Lebenswirklichkeit der Schüler ein und regte ihre Selbständigkeit an; zu Beginn seines Religionsunterrichtes am Seminar wurde noch das Oldenburgische Lehrbuch der katholischen Religion genutzt, das später durch Martin Waldecks Handbuch des katholischen Religionsunterrichtes ersetzt wurde. Diese Lehrbücher waren Lern- und Repetitionsbücher in Form des Katechismus; sie behandelten in Frage und Antwort und in sehr systematischer Weise den religiösen Unterrichtsstoff. Das Religionslehrbuch war damals nach Ansicht der meisten katholischen Methodiker das methodisch rückständigste aller Mittelschullehrbücher. Lorenz Rogger schuf ein neues Lehrbuch, in dem der Lernende, durch die Führung des Religionslehrers, sich sein Wissen erarbeitete.

## Ehrungen
- 1941 wurde er durch die Universität Freiburg zum Dr. h. c. für Philosophie ernannt.
- Zur Vollendung seines siebzigsten Lebensjahres widmeten ihm Schüler und Freunde die Schrift Katholische Erziehungsaufgaben: Festschrift Msgr. Lorenz Rogger zum 70. Geburtstag überreicht von Freunden und Schülern, zu der Bundesrat Philipp Etter das Vorwort schrieb.

## Schriften (Auswahl)
- Zur Erinnerung an Msgr. Franz Xaver Kunz, Seminardirektor in Hitzkirch 1876-1907: gestorben den 17. Mai 1910 als Chorherr in Münster. Räber, Luzern 1911.
- Rufst du mein Vaterland – Ein Mahnwort an die katholischen Schweizersoldaten im Auftrag des schweizerischen katholischen Volksvereins verfasst. Hans von Matt, Stans 1915.
- Pädagogische Psychologie für Lehrer- und Lehrerinnenseminare. Von Matt, Stans 1919.
- Lehrbuch der katholischen Religion für Gymnasien und Realschulen, Lehrer- u. Lehrerinnenseminare. A. Gander, Hochdorf 1923.
- Vererbung und Erziehung. O. Walter, Olten 1926.
- Grundriss der Pädagogik für Lehrerseminare und für Erzieher und Schulleute überhaupt. A. Gander, Hochdorf 1926.
- Pädagogische Psychologie für Lehrer- und Lehrerinnenseminare und zum Selbststudium. 2., völlig umgearb. Aufl., A. Gander, Hochdorf 1928.
- mit Leo Dormann: Pädagogik als Erziehungslehre. Martinusverlag, Hochdorf 1956.

Zahlreich sind die pädagogischen Artikel Roggers, die vor allem in der Schweizer Schule und im Luzerner Schulblatt erschienen sind.